# اوا برکوووا
اوا برکوووا (اسلواکی: Eva Berková؛ زادهٔ ۲۳ اکتبر ۱۹۶۵) بازیکن زن بسکتبال اهل چکسلواکی بود. وی در بازی‌های المپیک تابستانی ۱۹۸۸ و ۱۹۹۲ شرکت کرده‌است.